# Otokuni (huyện)
Otokuni (乙訓郡 (Ất Huấn Quận)/ Otokuni-gun) là một huyện nằm ở tỉnh Kyoto, Nhật Bản.

Vị trí của Ōyamazaki ở tỉnh Kyoto

Tính đến năm 2003, khu vực này có dân số ước tính là 15.493 và mật độ là 2.595,14 người/km². Tổng diện tích là 5,97 km².

## Thị trấn và làng mạc
- Ōyamazaki